# 2-й Подільський корпус
2-й Подільський корпус — військовий корпус Армії Української Держави. Створений у березні 1918 року під назвою «З'єднаний корпус» на чолі з генералом Петром Єрошевичем. До складу ввійшли кадри українізованих 12-ї пішої, 3-ї стрілецької та 12-ї кавалерійської дивізій російської армії. З 17 квітня 1918 корпус отримав назву Подільського, а його командиром було призначено генерала Віктора Клименка, який, проте, так і не замінив Єрошевича на цій посаді. З червня 1918 корпус було перейменовано на 2-й Подільський.

## Склад корпусу
- 3-я (колишня 12-та) піша дивізія
- 4-та (3-тя стрілецька) піша дивізія
- 4-та кінна (12-та кавалерійська дивізія
- 3-я легка гарматна бригада
- 4-та легка гарматна бригада
- 2-га важка гарматна бригада
- 2-ий гірсько гарматний полк
- 4-ий гірсько-кінний полк
- 2-ий інженерний курінь
- 2-ий панцирний дивізіон
- 2-ий радіодивізіон
- 2-ий автозагон і частина забезпечення

## Антигетьманське повстання
18 листопада 1918 після початку антигетьманського повстання, 2-й Подільський корпус на чолі з генералом Петром Єрошевичем перейшов на бік Директорії. Фактично, цей крок зіграв вирішальну роль у боротьбі Директорії проти гетьмана Скоропадського. Спираючись на Вінницю — штаб Єрошевича, війська Директорії почали активний наступ на Київ. У розпорядження повстанських частин зі складів Подільського корпусу було надіслано велику кількість зброї, умундирування та іншого військового майна. Крім того, генерал Єрошевич сформував кілька артилерійських батарей і піхотних частин, які були спрямовані на підтримку Осадчого корпусу військ Директорії. Зокрема, завдяки гарматам, відправленим 2-м Подільським корпусом, вдалось повністю укомплектувати артилерію січових стрільців — ударну силу Осадчого корпусу. Всі частини, сформовані корпусом для військ Директорії, були об'єднані в складі Осадчого корпусу під командуванням полковника М. Ткачука.

## У Дієвій армії УНР
Попри суттєву допомогу, яку надав генерал Єрошевич Директорії під час боротьби проти Скоропадського, він був звинувачений у спробі перейти на бік білогвардійців. Замість нього на посаду начальника 2-го Подільського корпусу було призначено генерала Федора Колодія. Після цього розпочався фактичний розпад формування, оскільки його полки були розподілені між місцевими військовими начальниками.

## Розформування
Згідно з наказом 23 січня 1919 року, війська корпусу повинні були бути зведені у 2-у запасну бригаду Дієвої Армії УНР, але пізніше цей наказ був скасований. На початку березня 1919 року управління 2-го Подільського корпусу було розформовано.

## Командування
- генерал-хорунжий Єрошевич Петро Костянтинович (03.1918 — 17.04.1918)
- генеральний хорунжий Колодій Федір Олександрович (22.12.1918 — до розформування)